# Vitry-le-François
Vitry-le-François é uma comuna francesa na região administrativa do Grande Leste, no departamento de Marne. Estende-se por uma área de 6.45 km², e possui 11.743 habitantes, segundo o censo de 2018, com uma densidade de 1.800 hab/km².